# Belgisch curlingteam (gemengddubbel)
Het Belgisch curlingteam vertegenwoordigt België in internationale curlingwedstrijden.

## Geschiedenis
België debuteerde op het wereldkampioenschap voor gemengddubbele landenteams van 2016 in het Zweedse Karlstad. De eerste interland werd met 13-2 verloren van Zwitserland. Het was het begin van een dramatisch toernooi voor de Belgen, waarin alle wedstrijden verloren gingen. België eindigde op de 41ste plek op een totaal van 42 deelnemende landen. Na een afwezigheid van twee jaar maakte België in 2019 opnieuw zijn opwachting op het wereldkampioenschap. Het Belgische team wist dit keer één wedstrijd te winnen, tegen Mexico. België eindigde als 40ste op 48 deelnemers.

## België op het wereldkampioenschap
| Jaar | Plaats        | Team                                  | WG            | W             | V             | PV            | PT            |
| ---- | ------------- | ------------------------------------- | ------------- | ------------- | ------------- | ------------- | ------------- |
| 2008 | Geen deelname | Geen deelname                         | Geen deelname | Geen deelname | Geen deelname | Geen deelname | Geen deelname |
| 2009 | Geen deelname | Geen deelname                         | Geen deelname | Geen deelname | Geen deelname | Geen deelname | Geen deelname |
| 2010 | Geen deelname | Geen deelname                         | Geen deelname | Geen deelname | Geen deelname | Geen deelname | Geen deelname |
| 2011 | Geen deelname | Geen deelname                         | Geen deelname | Geen deelname | Geen deelname | Geen deelname | Geen deelname |
| 2012 | Geen deelname | Geen deelname                         | Geen deelname | Geen deelname | Geen deelname | Geen deelname | Geen deelname |
| 2013 | Geen deelname | Geen deelname                         | Geen deelname | Geen deelname | Geen deelname | Geen deelname | Geen deelname |
| 2014 | Geen deelname | Geen deelname                         | Geen deelname | Geen deelname | Geen deelname | Geen deelname | Geen deelname |
| 2015 | Geen deelname | Geen deelname                         | Geen deelname | Geen deelname | Geen deelname | Geen deelname | Geen deelname |
| 2016 | 41            | Martijn Van De Walle & Melody Versele | 6             | 0             | 6             | 11            | 72            |
| 2017 | Geen deelname | Geen deelname                         | Geen deelname | Geen deelname | Geen deelname | Geen deelname | Geen deelname |
| 2018 | Geen deelname | Geen deelname                         | Geen deelname | Geen deelname | Geen deelname | Geen deelname | Geen deelname |
| 2019 | 40            | Veerle Geerinckx & Dirk Heylen        | 7             | 1             | 6             | 21            | 60            |
| 2021 | Geen deelname | Geen deelname                         | Geen deelname | Geen deelname | Geen deelname | Geen deelname | Geen deelname |
| 2022 | Geen deelname | Geen deelname                         | Geen deelname | Geen deelname | Geen deelname | Geen deelname | Geen deelname |
| 2023 | Geen deelname | Geen deelname                         | Geen deelname | Geen deelname | Geen deelname | Geen deelname | Geen deelname |
| 2024 | Geen deelname | Geen deelname                         | Geen deelname | Geen deelname | Geen deelname | Geen deelname | Geen deelname |
| 2025 | Geen deelname | Geen deelname                         | Geen deelname | Geen deelname | Geen deelname | Geen deelname | Geen deelname |

Basketbal (mannen · vrouwen) · Basketbal 3x3 (mannen · vrouwen) · Cricket (mannen · vrouwen) · Curling (gemengd · gemengddubbel · mannen · vrouwen) · Handbal (mannen · vrouwen) · Hockey (mannen · vrouwen) · Honkbal (mannen) · IJshockey (mannen · vrouwen) · Korfbal (gemengd) · Rugby (mannen · vrouwen) · Softbal (mannen · vrouwen) · Strandvoetbal (mannen · vrouwen) · Tennis (mannen · vrouwen) · Touwtrekken (mannen · vrouwen) · Voetbal (mannen · vrouwen) · Volleybal (mannen · vrouwen) · Waterpolo (mannen · vrouwen) · Zaalhockey (mannen · vrouwen) · Zaalvoetbal (mannen · vrouwen)
Australië · België · Brazilië · Bulgarije · Canada · China · Chinees Taipei · Denemarken · Duitsland · Engeland · Estland · Filipijnen · Finland · Frankrijk · Griekenland · Groot-Brittannië · Guyana · Hongarije · Hongkong · Ierland · India · Israël · Italië · Jamaica · Japan · Kazachstan · Kirgizië · Koeweit · Kosovo · Kroatië · Letland · Litouwen · Luxemburg · Mexico · Mongolië · Nederland · Nieuw-Zeeland · Nigeria · Noorwegen · Oekraïne · Oostenrijk · Polen · Portugal · Puerto Rico · Qatar · Roemenië · Rusland · Saoedi-Arabië · Schotland · Servië · Slovenië · Slowakije · Spanje · Thailand · Tsjechië · Turkije · Verenigde Staten · Wales · Wit-Rusland · Zuid-Korea · Zweden · Zwitserland